# Steenpaal
Steenpaal is een buurtschap in de gemeente Rucphen in de Nederlandse provincie Noord-Brabant. Het ligt in het zuidwesten van de gemeente, aan de Belgische grens en dicht bij de buurtschappen Heijbeek en Nispense Achterhoek.
Direct tegenover Steenpaal, aan de Belgische zijde van de grens, ligt eveneens een buurtschap Steenpaal. Van 1648-1672 bevond zich hier een grenskerk ten behoeve van de katholieken uit Roosendaal en Nispen.
Dorpen: Rucphen · Schijf · St. Willebrord · Sprundel · Zegge

Buurtschappen: De Berk · De Dood · De Heiberg · De Posthoorn · De Schietbaan · Het Hoekske · Het Oosteind · Langendijk · Langeschouw · Munnikenheide · Nederheide · Nispense Achterhoek · Noordhoek · Steenpaal 

Noord-Brabant: Steden en dorpen      Nederland: Provincies · Gemeenten